# Masters de Hong Kong
El Masters de Hong Kong es un torneo de snooker, profesional y de invitación, que se celebra en Hong Kong. Inaugurado en 1983, se organizó durante seis temporadas consecutivas y más tarde, ya en 2017, se revivió, aunque no ha gozado de estabilidad en el calendario del circuito profesional. Ronnie O'Sullivan se impuso (6-4) a Marco Fu en la final de la edición de 2022.

## Historia

### Ganadores
| Año                    | Ganador           | Resultado | Subcampeón        | Referencias |
| ---------------------- | ----------------- | --------- | ----------------- | ----------- |
| Masters de Hong Kong   |                   |           |                   |             |
| 1983                   | Doug Mountjoy     | 4-3       | Terry Griffiths   | [ 2 ]       |
| 1984                   | Steve Davis       | 4-2       | Doug Mountjoy     | [ 2 ]       |
| 1985                   | Terry Griffiths   | 4-2       | Steve Davis       | [ 2 ]       |
| 1986                   | Willie Thorne     | 8-3       | Dennis Taylor     | [ 2 ]       |
| 1987                   | Steve Davis       | 9-3       | Stephen Hendry    | [ 2 ]       |
| 1988                   | Jimmy White       | 9-3       | Neal Foulds       | [ 2 ]       |
| World Series Challenge |                   |           |                   |             |
| 1990                   | James Wattana     | 9-3       | Jimmy White       | [ 2 ]       |
| Hong Kong Challenge    |                   |           |                   |             |
| 1991                   | Stephen Hendry    | 9-3       | James Wattana     | [ 2 ]       |
| Masters de Hong Kong   |                   |           |                   |             |
| 2017                   | Neil Robertson    | 6-3       | Ronnie O'Sullivan | [ 3 ]       |
| 2022                   | Ronnie O'Sullivan | 6-4       | Marco Fu          | [ 1 ]       |